# Lidköpings FK
Lidköpings FK es un club de fútbol de Lidköping, Suecia. El club tiene una sección masculina igual que femenina. El primer equipo masculino juega en 2019 en División 2 Götaland Norte, el cuarto escalón de la pirámide del fútbol sueco. El primer equipo femenino figura en 2018 en Elitettan, el segundo escalón de la pirámide del fútbol femenino sueco. El club es el más grande del municipio de Lidköping y el club cuenta con alrededor de 800 jugadores, juveniles como seniores.

## Historia
El club vio la luz al final de 2011, pero se fundó en 2012, cuando los dos clubes más grandes de Lidköping, IF Heimer y Lidköpings IF, se fusionaron. Como IF Heimer jugaba en la división 3 y tenía el primer equipo más alto en la pirámide de fútbol, Lidköpings FK tomó su lugar. El lugar de Lidköpings IF, en la división 4, se ocupó la cantera de Lidköpings FK - Lidköpings FK Akademi.